# Журжевичі
Жу́ржевичі — село в Україні, в Олевській міській територіальній громаді Коростенського району Житомирської області. Населення становить 331 особу (2001).

## Географія
Село розташоване на лівому березі річки Плав.

## Населення
Згідно з переписом УРСР 1989 року чисельність наявного населення села становила 383 особи, з яких 155 чоловіків та 228 жінок.
За переписом населення України 2001 року в селі мешкало 335 осіб.

### Мова
Розподіл населення за рідною мовою за даними перепису 2001 року:
| Мова       | Відсоток |
| ---------- | -------- |
| українська | 99,70 %  |
| російська  | 0,30 %   |

## Історія
У 1906 році — село Юрівської волості Овруцького повіту Волинської губернії. Відстань від повітового міста 95 верст, від волості 12. Дворів 68, мешканців 391.
19 листопада 1921 р. під час Листопадового рейду поблизу Журжевичів, повертаючись із походу, проходили залишки Волинської групи (командувач — Юрій Тютюнник) Армії Української Народної Республіки.
Під час організованого радянською владою Голодомору 1932—1933 років померло щонайменше 6 жителів села.
До 11 серпня 2016 року — адміністративний центр Журжевицької сільської ради Олевського району Житомирської області.

## Поховані вояки Армії УНР у селі Журжевичі
Загинули в боях Армії УНР з більшовиками під селом Перга в липні 1920 року і були поховані в Журжевичах:
- Аверченко Федот — хорунжий 6 Січової дивізії Армії УНР.
- Говорун Василь — хорунжий 6 Січової дивізії Армії УНР.
- Клокун Семен — поручник 6 Січової дивізії Армії УНР.
- Злочевський Іван — поручник 6 Січової дивізії Армії УНР.